# 依田米秋
依田米秋（よだ べいしゅう（よねあき）、1935年10月24日 - 1992年12月13日）は、日本の政治運動家。長野県上田市出身、野沢北高校、早稲田大学卒業。元進歩党常任幹事、元進歩自由連合党首。

## 経歴
- 1976年（昭和51年） 第34回衆議院議員総選挙（旧長野2区）に無所属で立候補、落選。
- 1979年（昭和54年） 第35回衆議院議員総選挙（旧長野2区）に無所属・新自由クラブ推薦で立候補、落選。
- 1980年（昭和55年） 第36回衆議院議員総選挙（旧長野2区）に新自由クラブ公認で立候補、落選。
- 1989年（平成元年） 第15回参議院議員通常選挙（比例区）に進歩党公認で立候補、落選。
- 1990年（平成2年） 第39回衆議院議員総選挙（旧東京3区）に進歩党公認で立候補、落選。
- 1992年（平成4年） 第16回参議院議員通常選挙（比例区）に進歩自由連合公認で立候補、落選。同年、中央自動車道を走行中、ガードレールへの激突事故により死去。

## 人柄
- 早稲田大学では応援団長を務め[1]、卒業後も応援団監督として後輩を指導した。
- 政見放送では必ず「お米の米、実りの秋の依田米秋です」と自己紹介していた。
- 選挙戦では候補者ソングをつくり、自身の選挙でも「♪もしもし亀よ、亀さんよ～」や「♪桃太郎さん、桃太郎さん」などのメロディーに合わせて「♪よだよだべいしゅ～、よだべいしゅ～」のソングで遊説した。進歩党時代は党内の他候補の候補者ソングづくりも手がけ、党名浸透用に「♪しんぽ、しんぽ、しんぽ、しんぽとう～」のソングもつくった。
- 葬儀には長野2区でライバルだった羽田孜衆議院議員も参列して人柄をしのばせた。